# Streptogyneae
Streptogyneae é uma tribo da subfamília Ehrhartoideae.

## Gêneros
Streptogyna